# Куинн, Лоренцо
Лоренцо Куинн (англ. Lorenzo Quinn; род. 7 мая 1966, Рим, Италия) — итальянский скульптор и киноактёр.

## Биография
Родился в семье американского актёра Энтони Куинна и его второй жены, дизайнера одежды Иоланды, урождённой Аддолори, брат актёра Дэнни Куинна. Учился в Академии изящных искусств в Нью-Йорке, планировал стать художником, затем заинтересовался скульптурой. В период с 1988 по 2000 год сыграл в восьми фильмах (из них три телевизионных), самая известная роль — молодой Страдивари в одноименном фильме 1988 года (роль пожилого Страдивари сыграл Энтони Куинн). После этого полностью посвятил себя скульптуре.
На официальном сайте скульптора указано, что в 2011 году его работы выставлялись в Государственном Эрмитаже в Санкт-Петербурге. На сайте Эрмитажа на данный момент такой информации нет, но в сети можно встретить фотографии Лоренцо Куинна, как почётного гостя одного из мероприятий Эрмитажа в 2011 году, что возможно и сопровождалось выставленными работами.
С 1988 года женат на Джованне Чикутто, живёт в Испании с женой и тремя сыновьями.

## Работы
Среди работ Лоренцо Куинна можно выделить:
Статуя святого Антония Падуанского для клойстера базилики святого Антония в Падуе, выполненная по заказу Ватикана и освящённая Папой Римским при большом стечении народа.
Скульптура Encounters перед музеем современного искусства в Пальма-де-Майорка, Майорка, Испания.
Скульптура Древо жизни перед церковью Святого Мартина в Бирмингеме, Великобритания.
Скульптура Rise Through Education перед Академий Спортивных Достижений в Дохе, Катар.
Также выполнил серию скульптур «Сила природы» (The Force of Nature), разные варианты которых расставлены в нескольких городах.

## Галерея
- Скульптура в районе Белгрейвия, Лондон.
- Скульптура в Лондоне.
- Скульптура в городе Фрага, Испания.

## Фильмография
- 1989 — Онасис
- 1989 — Страдивари — молодой Страдивари
- 1991 — Дали
- 1999 — Ориунди